# Ernst Huber (Vermessungsingenieur)
Ernst Huber (* 12. Juni 1916 in Ringgenberg; † 24. August 2008 in Bern) von Basel und Schaffhausen war ein Schweizer Vermessungsingenieur.
Ernst Huber war Sohn des Bauingenieurs Ernst Gottlob und der Emma Bertha geborene Köhli. Er heiratete am 8. November 1945 in Erlenbach Agnes Imhof (1922–1999), Tochter des Eduard Imhof. Das Paar hatte drei Kinder.

## Leben
Ernst Huber, nicht zu verwechseln mit dem in Frauenfeld heimatberechtigten Ernst Huber (Topograph), wurde in Ringgenberg geboren, wo sein Vater als Ingenieur bei der Brünigbahn arbeitete. Die ersten zwei Primarklassen besuchte er in Basel und bis zur sechsten Klasse in Luzern. Anschliessend absolvierte er die Kantonsschule in Luzern, die er im Jahr 1936 mit einer C-Matur abschloss. Von Oktober 1935 bis März 1939 studierte er an der Eidgenössischen Technischen Hochschule in Zürich und erhielt 1940 das Diplom als Vermessungsingenieur.
Am 3. März 1941 trat Huber als Aushilfsangestellter in den Schiesskartendienst beim Bundesamt für Landestopographie ein. Vier Monate später wurde er zum Angestellten ernannt und arbeitete als Geodät und Topograph. Er wurde mit topographischen Arbeiten, später mit Triangulationen, dem Präzisionsnivellement sowie mit geodätischen Spezialarbeiten beschäftigt. Diese Tätigkeit hatte er zwischen Juni 1944 und September 1945 unterbrochen. Laut Ernst Wetter und Eduard von Orelli sei er 1945 in der Privatwirtschaft tätig gewesen. Nach einer Praxiszeit in Andelfingen erwarb er im Jahre 1945 das Patent als Grundbuchgeometer. 1945 wurde Huber zum Ingenieur II. Klasse befördert, und 1952 wurde er im Eidgenössischen Staatskalender als Ingenieur I. Klasse aufgeführt. Im Jahre 1952 wurde er zum Adjunkt des damaligen Direktors Simon Bertschmann gewählt. Als Direktionsadjunkt oblag ihm die Leitung des administrativen Dienstes. Aufgrund des altershalben Rücktritts von Simon Bertschmann als Direktor der Abteilung für Landestopographie wurde die Direktorenstelle ausgeschrieben. Am 23. Dezember 1958 erfolgte die Wahl von Huber durch den Schweizerischen Bundesrat mit Amtsantritt auf den 1. Januar 1959.
Bis 1981, 22 Jahre lang, war Huber Direktor des Bundesamts für Landestopographie. Unter ihm konnte die Herausgabe der Landeskarten der Schweiz in der ersten Auflage der Blätter mit dem Blatt Maggia abgeschlossen werden. Am Fest der Landestopographie vom 2. März 1979 wurde das fertiggestellte Kartenwerk, in Anspielung auf die vorhergehenden, als «Huberkarte» gefeiert. In seine Amtszeit fiel eine Erneuerung der Landestriangulation sowie von Nivellements mit dem Nachweis rezenter Erdkrustenbewegungen: Eine Neuvermessung des Landesnivellements der Linie Basel–Gotthard–Chiasso fand von 1967 bis 1971 statt. Diese zeigte bereits erste Resultate von neuerlichen Erdkrustenbewegungen im Alpenraum.
Huber hatte den Vorsitz verschiedener Gesellschaften: Von 1980 bis 1984 präsidierte er die Schweizerische Geodätische Kommission der Schweizerischen Naturforschenden Gesellschaft (SNG). Er war Präsident der Sektion Bern des Schweizerischen Ingenieur- und Architektenvereins (SIA) und wurde 1969 als Vertreter des Bundes in den Stiftungsrat des Schweizerischen Alpinen Museums gewählt.
Ernst Huber war Oberleutnant der GebFüsKp III/189.
1960 wurde Huber als Dozent des Internationalen Hochschulkurses für Kartographie, der zum zweiten Mal durchgeführt wurde, genannt.
Eine besondere Zusammenarbeit der Landestopographie ergab sich mit Bradford Washburn, dem Direktor des Boston Museum of Science, der seine Karte des Mount McKinley (1960) und des Himalaya (1988) beim Bundesamt für Landestopographie bearbeiten liess, da er die schweizerische Art der Felsdarstellung auf Karten sehr schätzte. Beide Karten erlebten mehrere Auflagen. In diesem Zusammenhang dürfte auch 1975 die Verleihung des Julius-Adams-Stratton-Preises der Freunde der Schweiz in Boston USA für kulturelle Verdienste an Huber gestanden haben. Zudem wurde der damalige stellvertretende Direktor Rudolf Knöpfli als Stratton Fellow geehrt.
Mit Erreichen seines 65. Altersjahres trat Ernst Huber in den Ruhestand. Zur Nachfolge wählte der Schweizerische Bundesrat auf den 1. Juli 1981 den bisherigen wissenschaftlichen Adjunkt Francis Jeanrichard, der bis 1998 als Direktor des Bundesamts für Landestopographie wirkte.

## Veröffentlichungen
Weitere Veröffentlichungen sind in der Liste Mitarbeitendenpublikationen des Bundesamts für Landestopografie (swisstopo) aufgeführt.
- Alt-Vermessungsdirektor Walter Häberlin 1909–1995. In: Vermessung, Photogrammetrie, Kulturtechnik. 93, 8. 1995, S. 558.[44]
- Le Service topographique fédéral de 1935 à 1978. In: Die Alpen. 55, 1. 1979, S. 21–25.[45]
- L’histoire de l’établissement du plan d’ensemble. In: Eidgenössische Technische Hochschule Zürich, Institut für Geodäsie und Photogrammetrie. Bericht Nr. 14. 1978, S. 3–7.[46]

## Archive
- Basel, UB Wirtschaft – SWA: Huber Ernst (1916–2008) Dokumentensammlung.[56]
- Bern, Bundesarchiv: Neuer Direktor Eidg. Landestopographie, Huber Ernst (Dossier),[57] Abkommen zwischen der Schweiz und Italien über eine Änderung der Grenze bei der See-Enge von Lavena und an der Tresa, 1961.[58]
- Zürich, Hochschularchiv der ETH: Biographisches Dossier Ernst Huber (1916–2018); dipl. Ing.; Direktor der Eidgenössischen Landestopographie,[59] Huber, Ernst, geb. 12.06.1916. Matrikel zum Studium an der ETH Zürich.[11]